# Nászdal
A Nászdalt (Treulich geführt) férfiak és asszonyok kórusa énekli Richard Wagner Lohengrin című operájában, a harmadik felvonás elején, amikor Elzát és Lohengrint házasságkötésük után a templomból a nász-szobába vezetik.
Az itt közölt szöveg szerzőjét nem ismerjük. Wagner eredeti szövege Lányi Viktor és Horváth Ádám által átdolgozott fordításában a Hűség kísér, szent égi fény sorral kezdődik, ez a szöveg azonban szerzői jogi okokból nem közölhető itt.

## Kotta és dallam
Gyöngéd karok ringatnak itt, rátok ez órán a szív üdve vár.

Ármány fölött győzött a hit, hő vágyban egy lesz a hű mátkapár.

Jók pajzsa, vértje, jöjj erre, jöjj. Szűzeknek éke, jöjj erre, jöjj!

Ünnepi mámor már tovaszállott, ég küld a szívre szépséges álmot.

Tündéri éj, a lég enyhe. Lágy  illatot ont a hűs nászi ágy.

## Felvételek
- Richard Wager:  Lohengrin: Bridal Chorus "Treulich Gefährt". Nemzeti Filharmonikus Zenekar és Énekkar, vezényel Kovács János  YouTube (2012. január 26.)  (Hozzáférés: 2017. október 14.) (videó) orgona
- Richard Wager:  Lohengrin: Nászinduló. Sebestyén János  YouTube (1960. november 11.)  (Hozzáférés: 2017. október 14.) (audió) 3:04-től. orgona
- Richard Wager:  Lohengrin: Vorspiel 3. Akt und "Wedding March". Nemzeti Filharmonikus Zenekar és Énekkar, vezényel Kovács János  YouTube (2012. január 26.)  (Hozzáférés: 2017. október 14.) (videó) orgona